# Dixella verna
Dixella verna är en tvåvingeart som först beskrevs av Vaillant 1969.  Dixella verna ingår i släktet Dixella och familjen u-myggor.
Artens utbredningsområde är Frankrike. Inga underarter finns listade i Catalogue of Life.